# Höörs kommun
Höörs kommun är en kommun i Skåne län. Centralort är Höör.
Ringsjön delar av den södra delen av kommunen från resten. Kommunen gränsar till Hörby, Eslövs, Klippans och Hässleholms kommun.
Höörs kommun ingår sedan 2005 i Stormalmö, enligt SCB:s definition.

## Administrativ historik
Kommunens område motsvarar socknarna: Bosjökloster, Gudmuntorp, Hallaröd, Höör, Munkarp, Norra Rörum och Tjörnarp. I dessa socknar bildades vid kommunreformen 1862 landskommuner med motsvarande namn. 
Höörs municipalsamhälle inrättades 25 oktober 1901. Detta upplöstes 1939 när Höörs köping bildades som en utbrytning ur Höörs landskommun. 
Vid kommunreformen 1952 bildades genom sammanläggningar av kommuner Norra Frosta, Sösdala och  Snogeröds landskommuner. Köpingen kvarstod oförändrad.
1969 införlivades i köpingen: Norra Frosta landskommun, en del ur Sösdala landskommun (Tjörnarp) och delar ur Snogeröds landskommun (Bosjökloster och Gudmuntorp). Höörs kommun bildades vid kommunreformen 1971 genom ombildning av Höörs köping.
Kommunen ingick från bildandet till 2002 i Eslövs domsaga och ingår sedan 2002 i Lunds domsaga.

## Geografi

### Topografi och hydrografi
Landskapet i kommunen karaktäriseras av att området är en "gränsbygd mellan den baltiska sköldens urberg i norr med näringsfattiga och sura gnejs- och granitbergarter och de näringsrika kalk- och lerrika sedimentära bergarterna i kommunens södra del". Ringsjön(Östra och Västra Ringsjön) skiljer dessa områden åt. Norra delen av kommunen domineras av barrskog medan lövskog, åker-  och betesmarker förekommer i södra delen. Lokalt finns en näringsrik jordart med många botaniska rariteter vilken kan härledas till underliggande rester av vulkaner, huvudsakligen bildade under jura (för cirka 170 miljoner år sedan). De stora mängder grus och sand som avsattes under isavsmältningen har på vissa ställen bildat  rullstensåsar, så som vid Lösjön nära Munkarp, som klätts med en omväxlande vegetation och rester av ett ålderdomligt jordbrukslandskap, och Äskeröd. I kommunen finns talrika stengärdsgårdar som vittnar om en betydande odlarmöda.
Nedan presenteras andelen av den totala ytan 2020 i kommunen jämfört med riket.
|  | Bebyggelse (8,8 %) |

|  | Skog (53,6 %) |

|  | Öppen myrmark (1,0 %) |

|  | Jordbruksmark (29,8 %) |

|  | Övrig mark (6,8 %) |

|  | Bebyggelse (3,1 %) |

|  | Skog (68,0 %) |

|  | Öppen myrmark (7,2 %) |

|  | Jordbruksmark (7,4 %) |

|  | Övrig mark (14,3 %) |

### Naturskydd
År 2022 fanns 17 naturreservat i Höörs kommun varav ett är kommunalt – Tegeldammarna/Lergravarna. Naturreservatet Rövarekulan består av en ravin som bildades när inlandsisen smälte för 14 000 år sedan och genom området flyter Braån. Området har fått sitt namn efter en sägen som menar att rövare härjade i dalen och överföll resande. Prästbonnaskogen består delvis av 150 år gammal lövskog med döda eller döende träd, vilket är orsaken till den rika förekomsten av trädlevande svampar. Andra naturreservat i kommunen är till exempel Allarps bjär, Dagstorp och Frostavallen-Ullstorp.

### Administrativ indelning
Fram till 2016 var kommunen för befolkningsrapportering indelad i två församlingar – Höörs församling och Ringsjö församling (ligger även i Eslövs kommun)

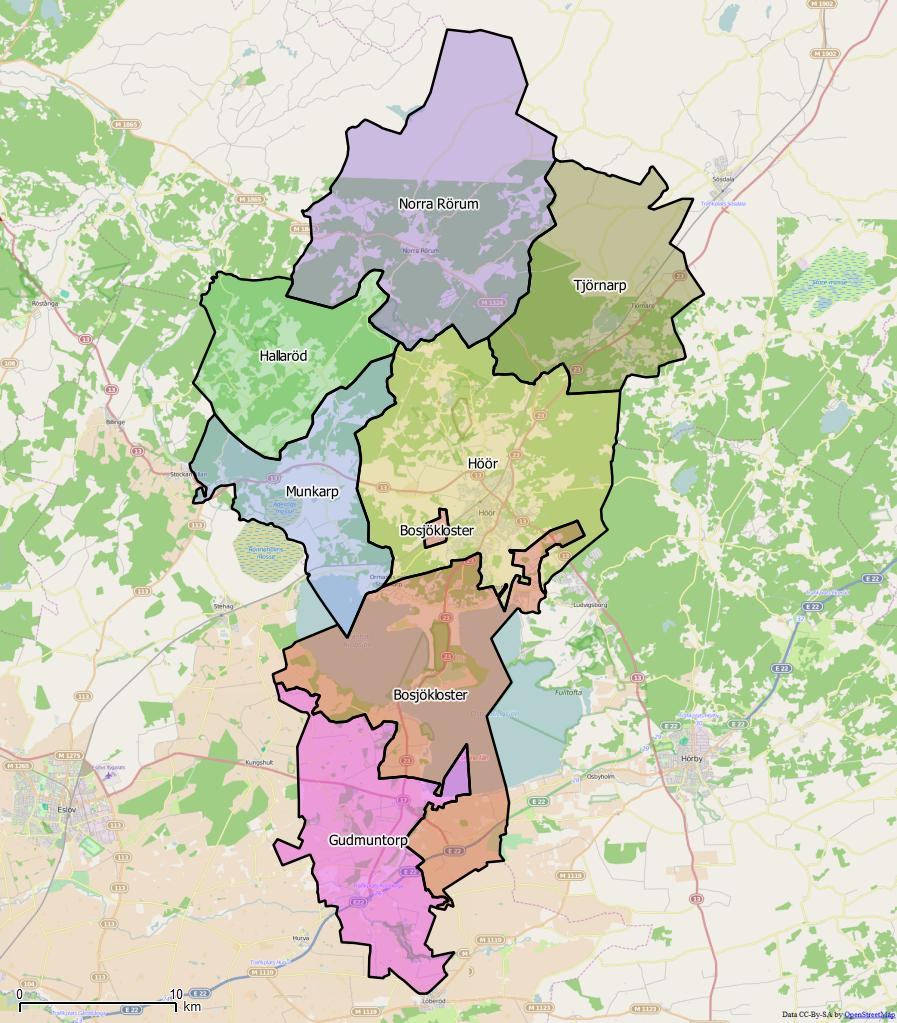
Distrikt (socknar) inom Höörs kommun

Från 2016 indelas kommunen istället i sju  distrikt, vilka motsvarar de tidigare socknarna: – Bosjökloster, Gudmuntorp, Hallaröd, Höör, Munkarp, Norra Rörum och Tjörnarp.

### Tätorter
Det finns fem tätorter i Höörs kommun.
I tabellen presenteras tätorterna i storleksordning 2015. Centralorten är i fet stil.
| Nr | Tätort            | Befolkning |
| -- | ----------------- | ---------- |
| 1  | Höör (del av*)    | 10 986     |
| 2  | Tjörnarp          | 829        |
| 3  | Sjunnerup         | 234        |
| 4  | Norra Rörum       | 210        |
| 5  | Snogeröd          | 208        |
| 6  | Löberöd (del av*) | 10         |

* En mindre del av tätorten Höör ligger i Hörby kommun.
* Större delen av tätorten Löberöd ligger i Eslövs kommun.

## Styre och politik

### Styre
Mandatperioden 2010–2014 styrdes kommunen av Alliansen, vilka samlade 21 av 41 mandat i kommunfullmäktige.
Efter valet 2014 bildades en bred majoritet mellan Centerpartiet, Kristdemokraterna och  Moderaterna samt Miljöpartiet,  Socialdemokraterna och Vänsterpartiet. Detta då det saknades en "naturlig" majoritet efter valet. Totalt samlade partierna omkring 75 procent av mandaten i kommunfullmäktige.  Endast Folkpartiet och Sverigedemokraterna lämnades utanför. Efter valet 2018 tog dock Alliansen över styret, men i minoritet. Totalt samlade de 19 mandat.

### Kommunfullmäktige

#### Presidium
| Presidium 2022–2026    | Presidium 2022–2026 | Presidium 2022–2026 |
| ---------------------- | ------------------- | ------------------- |
| Ordförande             | M                   | Anders Netterheim   |
| Förste vice ordförande | S                   | Lena Larsson        |
| Andre vice ordförande  | SD                  | Rolf Streijffert    |

#### Mandatfördelning 1970–2022
| 12 | 3 | 12 | 7 |  | 6 |

| 38 |

| 12 |  | 16 | 5 |  | 6 |

| 35 | 6 |

| 12 |  | 15 | 6 | 7 |

| 30 | 11 |

| 12 | 2 | 12 | 6 | 9 |

| 31 | 10 |

| 13 | 2 |  | 11 | 3 | 11 |

| 30 | 11 |

| 12 | 3 |  | 9 | 5 | 11 |

| 32 | 9 |

| 13 | 4 | 10 | 4 | 10 |

| 33 | 8 |

| 11 | 3 |  | 8 | 3 | 3 | 12 |

| 30 | 11 |

| 14 | 3 | 2 | 6 | 2 | 2 | 12 |

| 23 | 18 |

| 2 | 11 | 3 | 4 | 2 | 4 | 2 | 3 | 10 |

| 23 | 18 |

| 2 | 12 | 2 | 3 | 3 | 4 | 4 | 2 | 9 |

| 24 | 17 |

|  | 11 | 2 |  | 4 | 4 | 3 | 2 | 13 |

| 29 | 12 |

|  | 10 | 3 |  | 5 | 2 | 3 |  | 15 |

| 26 | 15 |

| 2 | 10 | 4 | 8 | 3 | 3 |  | 10 |

| 23 | 18 |

| 3 | 6 | 3 | 9 |  | 4 | 5 | 2 | 8 |

| 23 | 18 |

| 3 | 8 | 2 | 9 | 2 | 2 | 2 | 2 | 11 |

| 23 | 18 |

### Nämnder

#### Kommunstyrelse
| Presidium 2022–2026    | Presidium 2022–2026 | Presidium 2022–2026 |
| ---------------------- | ------------------- | ------------------- |
| Ordförande             | M                   | Johan Svahnberg     |
| Förste vice ordförande | C                   | Magnus Haara        |
| Andre vice ordförande  | S                   | Kent Staaf          |
| Tredje vice ordförande | SD                  | Stefan Liljenberg   |

#### Lista över kommunstyrelsens ordförande
| Namn | Namn                    | Tillträdde     | Avgick           |
| ---- | ----------------------- | -------------- | ---------------- |
|      | Thorvald Frostemark (C) | 1 januari 1971 | 30 juni 1977     |
|      | Stig Glimbrand (C)      | 1 juli 1977    | 31 december 1985 |
|      | Per-Olof Ågren (M)      | 1 januari 1986 | 31 december 1998 |
|      | Pehr-Ove Pehrson (M)    | 1 januari 1999 | 31 december 2010 |
|      | Anna Palm (M)           | 1 januari 2011 | 31 december 2014 |
|      | Stefan Lissmark (S)     | 1 januari 2015 | 31 december 2018 |
|      | Johan Svahnberg (M)     | 1 januari 2019 |                  |

#### Övriga nämnder
| Nämnd                                    | Ordförande | Ordförande          | Vice ordförande | Vice ordförande | Andre vice ordförande | Andre vice ordförande | Tredje vice ordförande | Tredje vice ordförande |
| ---------------------------------------- | ---------- | ------------------- | --------------- | --------------- | --------------------- | --------------------- | ---------------------- | ---------------------- |
| Barn och utbildningsnämnden              | M          | Camilla Kampf       | L               | Anna Ramberg    | S                     | Jessica Homonnay      | SD                     | Jack Ljungberg         |
| Nämnden för kultur, arbete och folkhälsa |            | Vakant              | KD              | Martin Ekstrand | S                     | Stefan Lissmark       | SD                     | Stefan Gärdebring      |
| Socialnämnden                            | KD         | Margareta Johansson | M               | Oscar Wassbjer  | V                     | Björn Lindqvist       | SD                     | Helena Lindblom Ohlson |
| Tillstånds- och tillsynsnämnden          | M          | Lars-Håkan Persson  | M               | Johan Hårleman  | S                     | Lena Larsson          |                        |                        |
| Valnämnden                               | M          | Anders Netterheim   | M               | Sarah Nystedt   | S                     | Jill Andersson        | SD                     | Lars Andersson         |
| Överförmyndarnämnden                     | M          | Nino Dervisagic     | MP              | Maria Truedsson |                       |                       |                        |                        |

Källa:

## Ekonomi och infrastruktur

### Näringsliv
I början av 2020-talet dominerades det lokala näringslivet av offentlig och privat service- och tjänstenäring. Endast sex procent av kommunens arbetstillfällen återfanns inom den av små företag dominerande tillverkningsindustrin. Kommunen har över tid blivit känd för sina konferensanläggningar, exempelvis Stiftsgården Åkersberg. Bosjö Kloster är en annan typ av anläggning och rymmer både restaurang och museum. Bosjö Kloster anordnar årligen ett flertal återkommande evenemang.
Det kommunala bostadsföretag Höörs Fastighets AB, HFAB, har ca cirka 400 lägenheter i kommunen 

### Infrastruktur

#### Transporter
Europaväg 22 genomkorsar kommunens  södra del. Även riksväg 17 går genom södra delen av kommunen. Riksväg 13 genomkorsar kommunens centrala del från öst till väst medan riksväg 23 går genom kommunen från söder till norr.
År 1858 anlades södra stambanan, med flera stationer i kommunen. Sedan 2014 finns två stationer i kommunen, Höörs station och Tjörnarps station. Före 2014 hade Tjörnarps station varit stängd i 35 år.

## Befolkning

### Demografi

#### Befolkningsutveckling
Kommunen har 17 495 invånare (31 mars 2025), vilket placerar den på 136:e plats avseende folkmängd bland Sveriges kommuner.
| Befolkningsutvecklingen i Höörs kommun 1970–2020 | Befolkningsutvecklingen i Höörs kommun 1970–2020 | Befolkningsutvecklingen i Höörs kommun 1970–2020 | Befolkningsutvecklingen i Höörs kommun 1970–2020 | Befolkningsutvecklingen i Höörs kommun 1970–2020 |
| ------------------------------------------------ | ------------------------------------------------ | ------------------------------------------------ | ------------------------------------------------ | ------------------------------------------------ |
|                                                  |                                                  |                                                  |                                                  |                                                  |
| År                                               |                                                  |                                                  | Folkmängd                                        |                                                  |
| 1970                                             | 1970                                             |                                                  | 8 871                                            |                                                  |
| 1975                                             | 1975                                             |                                                  | 10 005                                           |                                                  |
| 1980                                             | 1980                                             |                                                  | 10 902                                           |                                                  |
| 1985                                             | 1985                                             |                                                  | 11 499                                           |                                                  |
| 1990                                             | 1990                                             |                                                  | 12 893                                           |                                                  |
| 1995                                             | 1995                                             |                                                  | 13 673                                           |                                                  |
| 2000                                             | 2000                                             |                                                  | 13 976                                           |                                                  |
| 2005                                             | 2005                                             |                                                  | 14 604                                           |                                                  |
| 2010                                             | 2010                                             |                                                  | 15 460                                           |                                                  |
| 2015                                             | 2015                                             |                                                  | 15 970                                           |                                                  |
| 2020                                             | 2020                                             |                                                  | 16 830                                           |                                                  |

## Kultur

### Konstarter

### Kulturarv
I området kring Ringsjöbygden har flera utgrävningar och forskning kring fornlämningar gjorts, medan den norra delen av kommunen är väldigt lite arkeologiskt utforskad. I framförallt Höör finns fornlämningar från järnåldern.

### Kommunsymboler

#### Kommunvapen
Blasonering: I rött fält en kvarnsten av silver och däröver en ginstam av silver belagd med tre röda lågor.
Vapnet fastställdes av Kungl. Maj:t för Höörs köping 1949. Lågorna i det övre hörnet syftar på namnet (offerplats) kvarnstenen om att sådana tillverkats i trakten. Efter kommunombildningen registrerades vapnet på nytt i PRV 1974. Inga konkurrerande vapen fanns i de övriga ingående enheterna.

#### Kommunfågel

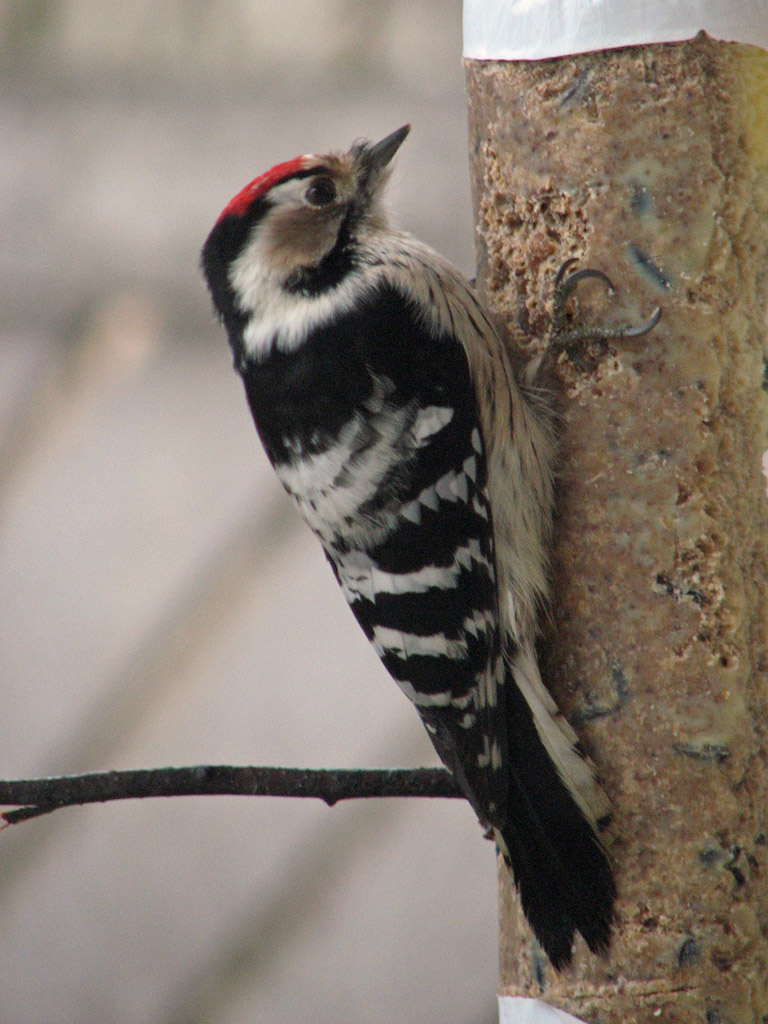

Mindre hackspett är Höörs kommunfågel.